# Ori (Csillagkapu)
Az Ori (ejtsd: oráj) egy kitalált faj a Csillagkapu című sci-fi sorozatban.
Az Ori az ősök távozása után hátrahagyott csoport akik a sajátos módjukon, de ugyanúgy elérték a megvilágosodást, és egy magasabb létezési síkra emelkedtek, ahol tiszta energiaként élhetnek.
Először a kilencedik évadban találkozhatunk velük, amint felváltják a fenyegetést a Goa’uldok után. A Goa'uldokkal ellentétben viszont ők nem csak a technológiai fejlettségük által gyakorolják „isteni” hatalmukat, hanem mivel felemelkedett lények, természetfelettinek látszó dolgokra is képesek. Az Ori megalkotott egyfajta vallást, amely bennük központosul, és arra kényszeríti az embereket, hogy vagy elfogadják és imádják az Ori-t vagy meghalnak.

## Az Ori és az Ősök
Az Ori szinte majdnem olyan, mint a Tejútrendszeri ősök, viszont felfogásilag teljes ellentétben állnak velük.
Az Ori az Ősökkel ellentétben azt a hitet vallja, hogy nem szabad eltitkolni az emberek elől a tudást és a technológiát, ellentétben az alterránokkal, akik nem avatkoznak be az „alsóbbrendű lények életébe”. Viszont az a hit, melyet az ő „isteni” mivoltukhoz kreáltak, kimondja, hogy aki nem ezt a felvilágosult hitet vallja, és nem hódol be az Orinak, annak pusztulnia kell.
(További eltérések: az Ősök a tudományban, míg az Ori inkább a saját maga által kreált vallásban hisz; ez az a két különböző szemlélet, amely által felemelkedtek. Az Ori "haragszik" az Ősökre, mivel ők eltitkolták előlük az univerzum többi részét, ezáltal kevesebb imádójuk van akik hisznek az Oriban vagy akiket meg tudtak volna téríteni)

## Vallás („Eredet”)

Egy hírnök

Az Eredet egyfajta vallás, melyet az Ori alkotott, hogy a híveiket összefogva, hamis ígéretekkel elvakítva, őket szolgálják. Ez a fajta hit az, amitől az Ori ereje függ: minél több ember "hisz bennük", annál nagyobb az Ori ereje is.
A híveknek felemelkedést ígérnek, de az igazság az, hogy a szolgálatban eltöltött élet egyetlen eredménye az Ori erejének növelése.
Ez egyfajta dogmatikus, térítő ígéret, amelyet az úgynevezett Eredet könyve segítségével a hírnökök (olyan emberek, akik meg vannak áldva „Isteneik” erejével) terjesztenek. A hírnökök átutazva galaxisokat és meglátogatva minden potenciális bolygót, terjesztik az igét és elpusztítják mindazokat, akik ellen mernek állni ennek a vallásnak.
Az Eredet könyve történetszerű leírásokat mutat be arról, hogy az eltévedt, hitét elvesztett emberek hogyan tértek vissza az Eredet útjára. A Hírnökökbe bele van "telepítve" az öngyilkosság funkciója, abban az esetben lép életbe, ha nem tudják elhagyni a bolygót, nem tudják tovább terjeszteni a vallást vagy ha ellentmondanak az "Ori akaratának" és segítenek az Ori ellenségeinek (lásd.: 9. évad- A Negyedik Lovas II.)

## Szimbólum

Az Ori hírnökök szellemi vezetője, a Doci, az eredet szimbóluma előtt

Ennek a vallásnak a jelképe a tűz, amely meleget és fényt ad. Ez a jelkép a Földi történelemben viszont jelenthet ördögi sátánista jelképet is.
A vallás alapelvének, az Eredetnek a szimbóluma az ovális alak, mely jól felismerhető az ori technológiákban is (a csatacirkálók, a botfegyvereik feje, az ori irányító szék is ovális).
A vallás egyszerű módon és jelképekkel ábrázolja a jó és rossz fogalmát, ahol a fény a jó, amely megvilágítja a fejlődés útját, a sötétség pedig a helytelen irány, ahol kín és szenvedés vár az emberekre.
Az Ori „nem igényel vak hitet”, megmagyarázhatatlan természetfeletti csodákkal bizonygatja a technológiában fejletlen népeknek, hogy az, amit látnak az igaz istenek ereje, melyet nem lehet kétségbe vonni, sem pedig megtagadni.

## Részletek az Eredet könyvéből
- „Mindenki tisztelje az Orit.” vagy „Áldott legyen az Ori.” (Ezt ismételgetik a hívők, de az utóbbit a Hírnökök is)
- „Áldottak az Ori gyermekei.” (Ezt meg a hírnökök)
- „Akik az erény útját követik felemelkednek.”
- „Az Ori erejét nem lehet kétségbe vonni.”
- „Az aki a megvilágosodást keresi nem járhat tévúton.”
- "Az igazság elkerüli azt, aki nem nyitott szemmel keresi."
- „Akik a megvilágosodást keresik, nem szabad letérniük a helyes útról!”
- „Ne félj az Oritól, félj a sötétségtől mely elsötétíti az univerzum tudását. Higgy az igazságban, és te is megtalálhatod a megvilágosodás útját.”
- „Áldottak, akik az egyetértés útján járnak.”
- „Élet és halál, fény és sötétség, remény és kétségbeesés. Megnyílt a szakadék, és megszületett az Ori.”
- „E gyűlölet által felemésztve, mindent megmérgeztek, amihez hozzáértek, sötétséget és kétségbeesést hozva.”
- Ne szánd a vakot, mert őt nem bénítják meg a világ látomásai szánd inkább magadat.”
- „Áldottak akik együtt járják az utat!”
- „A nép eléd hozza a bűnöst hogy istenként ítélkezz felette és hogy bűneit összevesd mindazzal ami jogos és igaz.”
- „Az áldozataik lelke sosem talál megnyugvásra, amíg az Ori el nem jő és meg nem súgja nekik: 'Aludj, a vég közeleg!' És azon a napon mindannyian megörvendeznek, mikor az Ori eljő és lefekteti őket.”
- „A lépéseik kiszámíthatatlanok céljaikat pedig sűrű homály fedi.”
- „Akik a becsületesség útján járnak, magasba fognak emelkedni.”
- „A hírnökök a megvilágosodás lámpásai.”
- „Ne sajnáld a vak embert, aki nem látja e világ látványát, inkább sajnáld magad, mert ő előbb látja meg a megvilágosodás útját mint te magad.”
- „Akik elérik a megvilágosodást, egyesülnek az Ori-jal mindörökre.”
- „… és mondá Tilius a völgyek népének; ne keress gonoszságot szomszédaid között, amíg azt meg nem tetted a saját házadban.”
- „Endrez oroszlánra vadászott, de az áldozata fölfalta őt.”
- „…ne okozzanak kétséget a hitetlenek szavai, az ígéreteik ne térítsenek le az útról”
- „…de azok gyűlölete, akik letértek az igaz útról, romlottan virágzott ávernyikád sötét sarkaiban ahová elüldözték őket, elborította őket a gyűlöletük halált és sötétséget hoztak, az áldozataik lelke nem ismert nyugalmat, míg az Ori azt nem súgta nekik: aludjatok mert már közeleg a vég”
- „…ahogy ott feküdt haldoklott a napon, ahogy a sivatag homokja körül vette, Petrust szólította a követ, nem a szájával, hanem az elméjével, a kő pedig vizet könnyezett, ő pedig olthatta a szomját”
- „…az hogy Helvéciusz zuhanás közbe megtanult repülni, az csoda volt”
- „Történt egyszer, hogy a vidéket hatalmas éhínség sújtotta. Hát Markon elment Articus prófétához, és kérte, hadd menjen az erdőbe élelemért. A próféta türelemre intette, mert az Ori gondoskodik mindarról, aki hisz. De Markon nem hitt benne. A próféta húzott egy vonalat a homokba, és azt mondta: 'lépj át rajta, és azt teszel, amit akarsz'. És Markon úgy tett, elhagyta a falut és lakomázott a vadon él bogyókból. Bármennyit evett, az nem elégített ki, hát vissza akart térni a faluba, de a vonal hatalmas szakadékká szélesedett. Kiabált a prófétának, de az azt mondta, hogy nem a vonal változott meg, hanem te magad. Lépj át rajta, ha tényleg hiszel... Hát Markon megbocsátásért könyörgött, és megtette az első lépést.”

## Orici
A Csillagkapu „Flesh and Blood” című epizódjában az Orici (ejtsd: oriszáj) egy ember/Ori hibrid, akit a Hírnökök vezetésére hozott létre a galaktikus háború idejére. Vala Mal Doran lánya, az Ori akaratából fogant meg, nevét nagyanyjáról, Vala mostohaanyjáról kapta. Az Ori felgyorsította növekedését. Születése utáni pár napon belül válik felnőtté, hogy vezethesse az Ori seregeket, és az Ori nevében minél több követőt szerezhessen. Anyjához is kötődik, és reméli, hogy Vala elfogadja az Eredetet, és ezzel naggyá teheti anyját, hiszen az Orici anyját hatalmas tisztelet övezi.
Adria megkapta az Ori minden tudását (legalábbis annyit, amennyit emberként képes befogadni) és képességét. Telekinetikus képességei vannak.
- " E hatalmas univerzumban hol annyi a gonosz és eltévelyedett ő a jelzőtűz az éjszakában ori harcosai számára és mindazoknak akik az üdvözülés igaz útját követik letűnt korok bölcsességével vezeti őket hogy dicső győzelmet arathassanak minden hitetlen felett "

Első szereplése a 10. évad 1. részében van. Adria szerepét (felnőttként) Morena Baccarin alakítja. Az első részben megkísérelték az elrablását, ezért egy medált kapott, amiben Celestis szent városának egy darabja van.
" Celestis szent városának egy darabja van benne. Megvéd, biztonságban tart."- Adria 10. évad- Ellencsapás

## Technológia
Nem sokat tudni az Ori technológiai szintjéről, viszont az bizonyos, hogy a galaxisunkban élő lényeknél sokkal fejlettebbek. Valószínűleg az Ori ugyanolyan fejlettségi szinten van, mint az Ősök, mivel mindketten felemelkedettek. Ezt alátámasztja a 9. évad egyik epizódja, melyben a Föld Prometheus nevű csillaghajóját egy Ori műhold könnyűszerrel elpusztította.
Amit eddig tudunk az Ori technológiáról, az mind megtalálható az Ori anyahajókban. A hajótest egyfajta ellipszis alak, amelynek közepén egy kör van. Minden egyes anyahajó rendelkezik egy igen erős és hatásos plazmafegyverrel (ami hatékonyságánál már csak az Ős "intelligens" rakéták jobbak) a hajóorron, amely láthatóan sokkal fejlettebb, mint az Ethon című részben látott Műhold szerkezeté volt. A pajzsaik nagyon erősek, az Ős csatahajókéval vetekszenek, egy goa'uld anyahajó becsapódását is károsodás nélkül viselte el. A 9. évad utolsó részében látható volt, hogy mikor elég közel vannak az Ori anyahajóhoz és rálőnek asgard sugárfegyverrel, akkor a pajzson is észrevehető. Ezt a megfigyelést akarták a Koroljeven is használni, hogy gyűrűkkel átjuttatnak egy bombát a pajzson, ami nem sikerült, mert már akkor szétlőtték a hajót. Ezért a 10. évad első részében egy Ha'takkal küldtek át egy bombát a gyűrűkkel, de nem sikerült felrobbantani. A 10. évad utolsó részében (Vég nélkül) az első Daedalus osztályú csatahajó amely megkapja a legmodernebb Asgard plazma fegyvereket az Odyssey, 5-6 lövésből eltud teljesen pusztítani egy Ori hajót, viszont az Asgard pajzs technológia sem képes ennél több lövést kibírni egy Ori hajótól.